# Nymphidium baeotia
Nymphidium baeotia är en fjärilsart som beskrevs av William Chapman Hewitson 1852. Nymphidium baeotia ingår i släktet Nymphidium och familjen Riodinidae. Inga underarter finns listade i Catalogue of Life.

## Bildgalleri

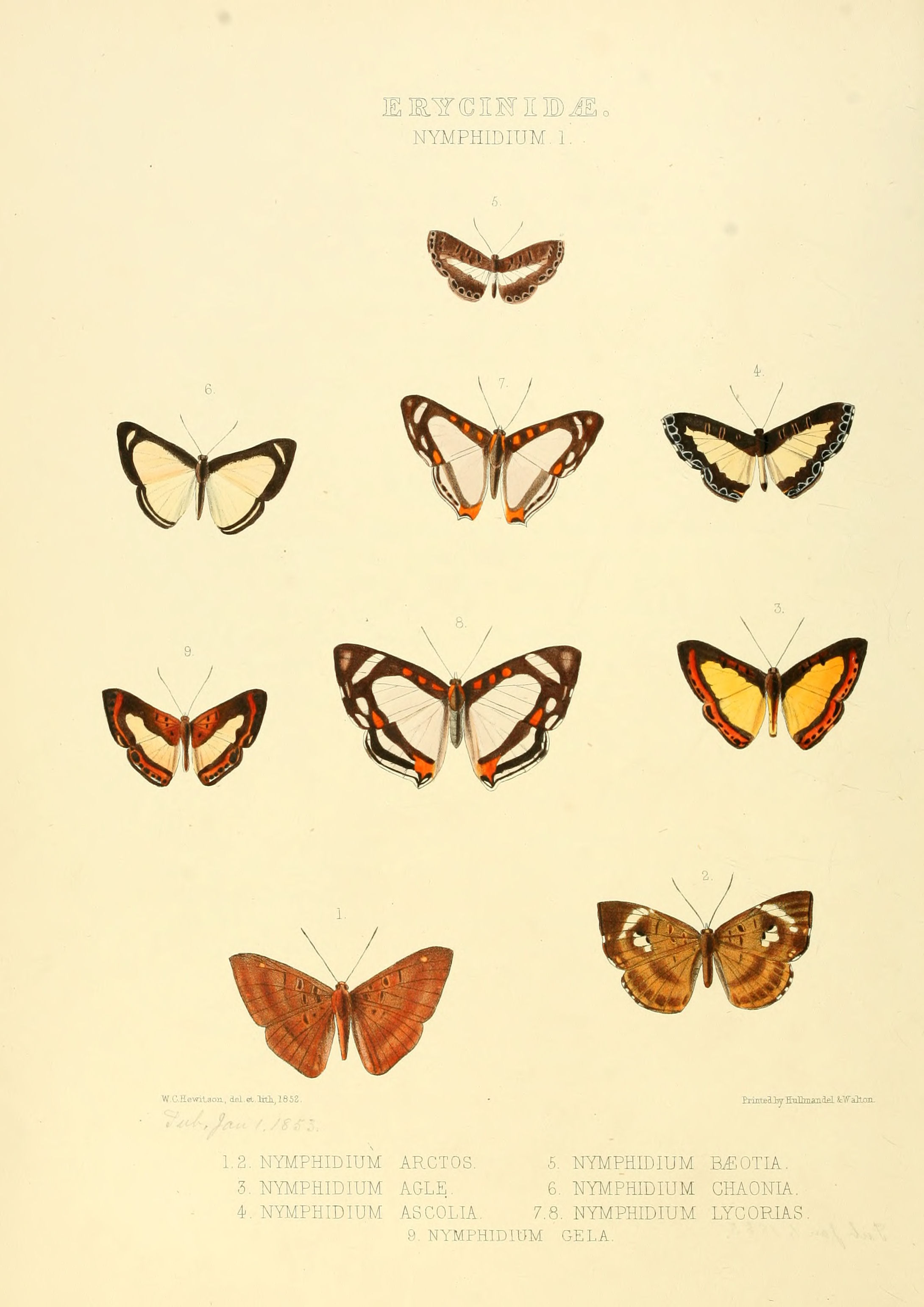